# Sieweczka morska
Sieweczka morska (Anarhynchus alexandrinus) – gatunek małego ptaka z rodziny sieweczkowatych (Charadriidae), związany z wybrzeżami mórz i słonych zbiorników wodnych Eurazji i Afryki. Nie jest zagrożony wyginięciem.

## Systematyka
Gatunek ten po raz pierwszy zgodnie z zasadami nazewnictwa binominalnego opisał Karol Linneusz w 1758 roku w 10. edycji Systema Naturae. Nazwał on ten gatunek Charadrius alexandrinus, wykorzystując nazwę ukutą przez swego współpracownika, Fredrika Hasselqvista, w opublikowanej w 1757 roku (5 lat po przedwczesnej śmierci autora) książce Iter Palæstinum, Eller, Resa til Heliga Landet, Förrättad Infrån år 1749 til 1752, niespełniającej jednak zasad nazewnictwa binominalnego. Linneusz jako miejsce typowe wskazał Egipt – kanały w Delcie Nilu. Analizy filogenetyczne, których wyniki opublikowano w 2022 roku, wsparły umieszczenie tego gatunku w rodzaju Anarhynchus.
Wyróżnia się 3 lub 4 podgatunki A. alexandrinus:
- A. a. alexandrinus (Linnaeus, 1758) – sieweczka morska[4]
- A. a. dealbatus (Swinhoe, 1870) – sieweczka białolica[4]
- A. a. nihonensis (Deignan, 1941)
- A. a. seebohmi (Hartert & A.C. Jackson, 1915) – sieweczka cejlońska[4]

Sieweczka białolica jest w niektórych ujęciach systematycznych uznawana za odrębny gatunek. Zaliczane dawniej do A. alexandrinus taksony A. a. nivosus i A. a. occidentalis zostały wydzielone w osobny gatunek o nazwie sieweczka jasna (A. nivosus). W przeszłości sieweczka morska była także łączona w jeden gatunek z sieweczką białoczelną (A. marginatus), jawajską (A. javanicus) i rdzawogłową (A. ruficapillus).

## Zasięg występowania
Sieweczka morska zamieszkuje w zależności od podgatunku:
- A. a. alexandrinus – Europa Zachodnia, wyspy wschodniego Atlantyku, Afryka Północna oraz Europa Południowa i Bliski Wschód na wschód przez Azję Środkową po północne Chiny. Zimuje na południe od zasięgu letniego po Afrykę Subsaharyjską, w południowej części Azji oraz w zachodniej części Indonezji[9]. Do Polski zalatuje sporadycznie – do 2021 roku stwierdzona 57 razy, obserwowano łącznie 69 osobników[10]; dwukrotnie odnotowano lęgi – w 1992 roku w ujściu Wisły koło Świbna oraz w 2012 nad Zalewem Szczecińskim pod Świnoujściem[11].
- A. a. dealbatus – południowo-wschodnie Chiny po środkowy Wietnam. Zimuje na wybrzeżach kontynentalnej Azji Południowo-Wschodniej oraz na Sumatrze[8].
- A. a. nihonensis – południowo-wschodnia Rosja, północno-wschodnie i wschodnie Chiny, Półwysep Koreański, Japonia i Tajwan.
- A. a. seebohmi – południowo-wschodnie Indie i Cejlon.

## Morfologia
WyglądSamiec A. a. alexandrinus w szacie godowej ma kantarek, przednią część wierzchu głowy i pokrywy uszne czarne. W tym samym kolorze również plamy na bokach szyi. Pozostałą część wierzchu głowy, grzbiet i skrzydła jednolicie szarobrązowe. Reszta ciała biała. U samicy, samca w szacie spoczynkowej i osobników młodocianych kolor czarny zastępuje ciemnobrązowy. Nogi i dziób ciemne. A. a. dealbatus ma dłuższy dziób, a samiec w szacie godowej ma wierzch głowy z rdzawym odcieniem. Samce A. a. seebohmi mają wierzch głowy jednolicie szarobrązowy, bez czarnej plamy z przodu.
Wymiary średniedługość ciała ok. 15–20 cm
rozpiętość skrzydeł ok. 35–45 cm
masa ciała ok. 30–55 g

## Ekologia i zachowanie

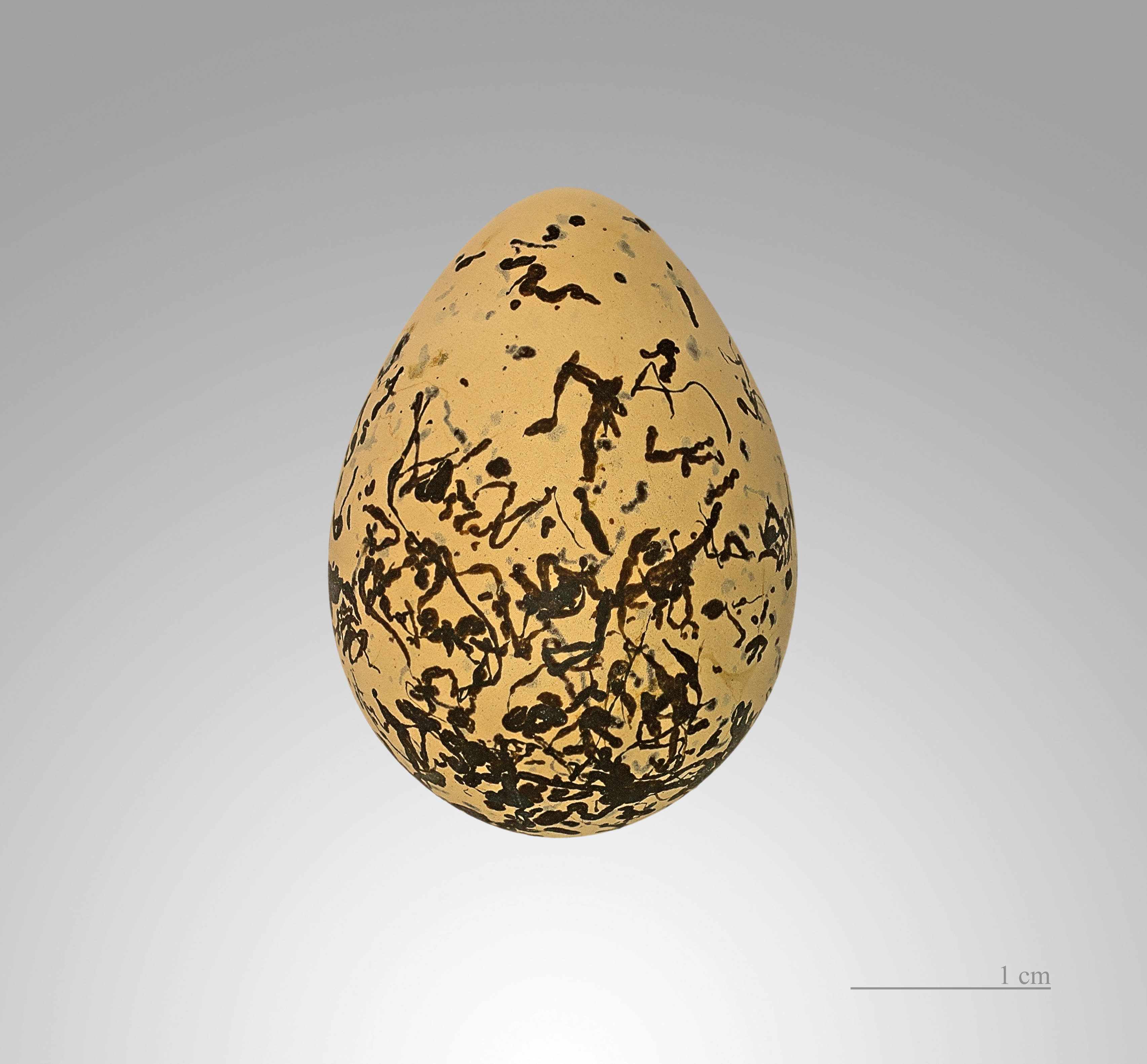
Jajo z kolekcji muzealnej

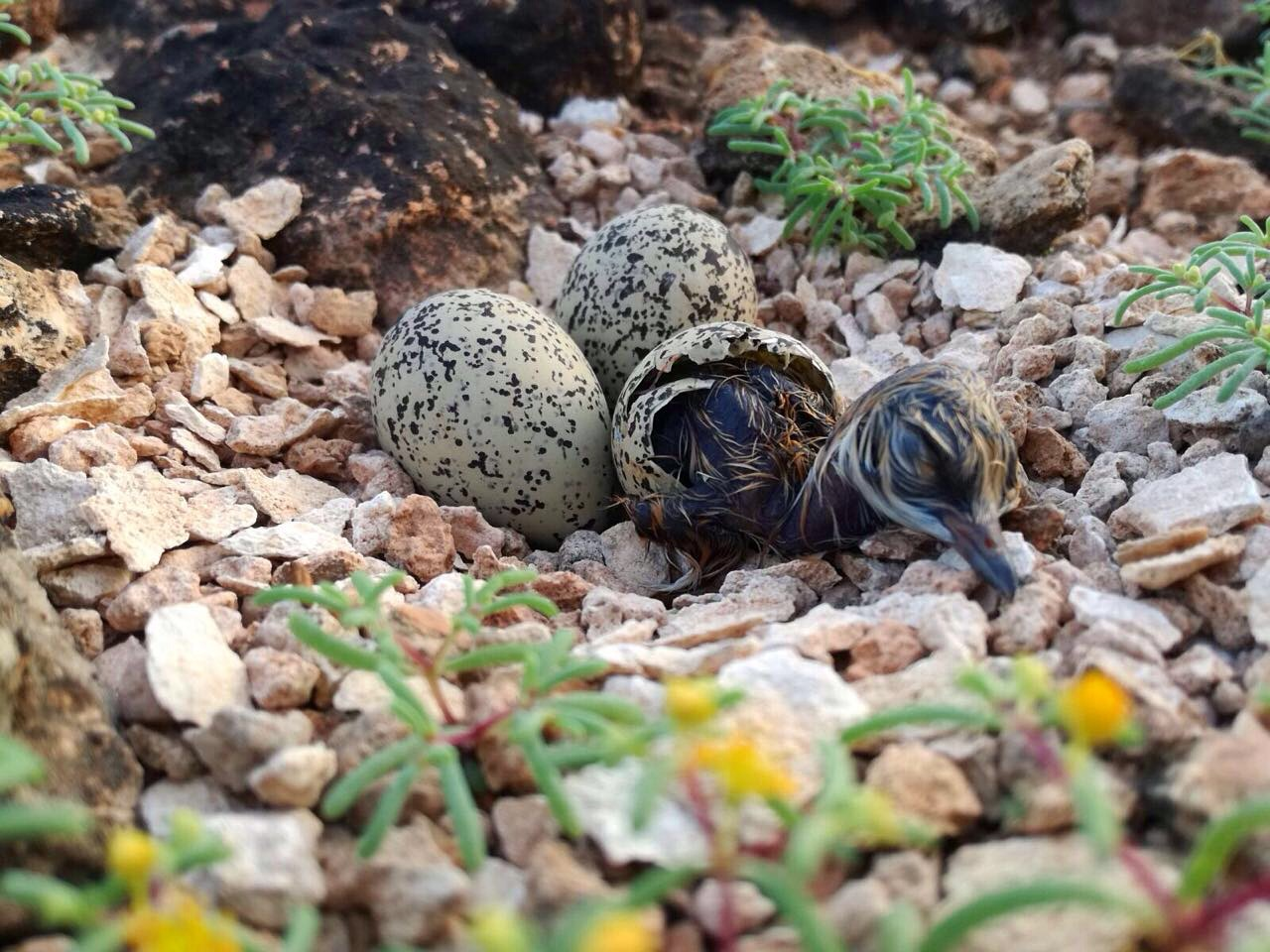
Jaja i wykluwające się pisklę

BiotopGłównie wybrzeża mórz i słonych jezior.
GniazdoW formie zagłębienia w ziemi.
JajaW ciągu roku wyprowadza jeden lęg, składając w kwietniu – lipcu (w zależności od strefy klimatycznej) 3 lub 4 jaja. Zazwyczaj tworzy małe (do 25 par) kolonie.
WysiadywanieJaja wysiadywane są przez okres 23 do 29 dni przez obydwoje rodziców – podczas dnia przez samicę, a nocą przez samca.
PożywienieLądowe i wodne bezkręgowce.

## Status i ochrona
IUCN uznaje sieweczkę morską za gatunek najmniejszej troski (LC, Least Concern). Liczebność światowej populacji, według szacunków, zawiera się w przedziale 100–500 tysięcy dorosłych osobników. Globalny trend liczebności populacji uznawany jest za spadkowy. Od 2014 roku IUCN za osobny gatunek uznaje sieweczkę białolicą (A. (a.) dealbatus), która również ma status gatunku najmniejszej troski.
W Polsce sieweczka morska podlega ścisłej ochronie gatunkowej.